# کیکو فوکودا
کیکو فوکودا (ژاپنی: 福田 敬子; ۱۲ آوریل ۱۹۱۳ – ۹ فوریهٔ ۲۰۱۳) جودوکا و نویسنده ژاپنی-آمریکایی بود. او دارای بیشترین درجه (دان ۱۰ در فدراسیون جودو ایالات متحده آمریکا و دان ۹ در کودوکان) در میان جودوکاهای زن در تاریخ است. او همچنین آخرین شاگرد بازمانده بنیان‌گذار جودو، کانو جیگورو بود.

## اوایل زندگی
فوکودا در ۱۲ آوریل ۱۹۱۳ در توکیو به دنیا آمد. پدرش زمانی که او خیلی جوان بود فوت کرد. در جوانی، کارهای مرسوم برای یک زن ژاپنی شامل هنرهای خوشنویسی، گل‌آرایی و مراسم چایخوری را آموخت. فوکودا از طریق خاطرات پدربزرگش احساس نزدیکی به جودو کرد و یک روز با مادرش برای تماشای یک جلسه تمرین جودو رفت. چند ماه بعد تصمیم گرفت برای خودش تمرین کند. مادر و برادرش از این تصمیم حمایت کردند، اما عمویش مخالف بود. مادر و برادرش فکر می‌کردند که فوکودا در نهایت با یکی از جودوکاران ازدواج خواهد کرد، اما او هرگز ازدواج نکرد، بلکه خودش یک متخصص جودو شد.
پدربزرگ فوکودا، فوکودا هاچینوسوکه، یک سامورایی و استاد سبک تنجین شینیو-ریو در جوجیتسو بود و این سبک را به کانو جیگورو، بنیانگذار جودو و رئیس کودوکان آموزش داده بود. کانو قبل از بنیان‌گذاری جودو زیر نظر سه استاد جوجیتسو تحصیل کرده بود و پدربزرگ فوکودا اولین نفر از این افراد بود. کانو در اوایل سال ۱۸۹۳ به شاگردان مؤنث، آموزش رزمی داده بود و در سال ۱۹۲۶ به‌طور رسمی بخش زنان کودوکان را افتتاح کرد. او شخصاً فوکودای جوان را به یادگیری جودو دعوت کرد. فوکودا در سال ۱۹۳۵ تمرینات جودو را به عنوان یکی از تنها ۲۴ زن آموزش دیده در کودوکان آغاز کرد. فوکودا علاوه بر آموزش‌های کانو، زیر نظر فرد دیگری به نام کیوزو میفونه نیز تمرین می‌کرد.

## جودو
فوکودا با قد ۱۵۰ سانتیمتر (۴٫۹ فوت) و وزنی کمتر از ۴۵ کیلوگرم (۹۹ پوند)، در سال ۱۹۳۷ مربی جودو شد او همچنین مدرک ادبیات ژاپنی را از دانشگاه زنان شووا گرفت. در سال ۱۹۵۳ در جودو به رتبه دان پنج ارتقا یافت. او اواخر همان سال به دعوت یک باشگاه جودو در اوکلند کالیفرنیا به ایالات متحده آمریکا سفر کرد و تقریباً دو سال در آنجا ماند و بعد از آن به ژاپن بازگشت. فوکودا دوباره در سال ۱۹۶۶ به ایالات متحده سفر کرد و سمینارهایی در کالیفرنیا برگزار کرد. در آن زمان، او یکی از تنها چهار زن جهان دارای درجه دان پنج در جودو بود، او همچنین و یکی از تنها دو مربی زن در کودوکان بود. در سال ۱۹۶۶، کالج میلز به او پیشنهاد تدریس داد؛ فوکودا این پیشنهاد را پذیرفت و از سال ۱۹۶۷ تا ۱۹۷۸ در آنجا تدریس کرد.
در طول این مدت، فوکودا در خانه یکی از شاگردانش، زندگی می‌کرد و علاوه بر تدریس در کالج، در آنجا جودو نیز تدریس می‌کرد. هنگامی که اندازه کلاس‌ها افزایش یافت، او کلاس‌ها را به معبد بودایی سوکوجی ذن در محله ژاپنی‌ها در سان فرانسیسکو منتقل کرد. او نام مدرسه خود را باشگاه جودو سوکو جوشی گذاشت. فوکودا پس از اقامت در منطقه خلیج سانفرانسیسکو، تابعیت ژاپنی خود را رها کرد تا شهروند ایالات متحده شود.

## مرگ
فوکودا در ۹ فوریه ۲۰۱۳ در خانه خود در سانفرانسیسکو درگذشت.